# نانسي كوكي دي هيريرا
نانسي كوكي دي هيريرا (بالإنجليزية: Nancy Cooke de Herrera)‏ هي نجمة اجتماعية ومؤلفة أمريكية، ولدت في 12 أبريل 1922 في مقاطعة ألاميدا في الولايات المتحدة، وتوفيت في 2013.